# Charles Hartshorne
Charles Hartshorne (5 juni 1897 - 9 oktober 2000) was een prominente Amerikaanse filosoof die zich voornamelijk bezighield met godsdienstfilosofie en metafysica. Met zijn neoklassieke metafysica wilde hij een alternatief leveren voor de middeleeuwse (klassieke) metafysica van de scholastiek. Hierin bleef God een centrale positie innemen, maar hij gaf ook heel wat kritiek op de traditionele manier van denken over God. Verder produceerde hij een modaal godsbewijs en staat hij ook vooral bekend voor zijn bijdragen aan de procesfilosofie van  Alfred North Whitehead en de ontwikkeling van de procestheologie.
Verder leverde hij veel verdienstelijk werk in de ornithologie.

## Belangrijkste werken
- The Divine Relativity: A Social Conception of God (1948,1964)
- The Logic of Perfection and Other Essays in Neoclassical Metaphysics (1962)
- Anselm's Discovery (1965)
- A Natural Theology for Our Time (1967)
- Creative Synthesis and Philosophic Method (1970)
- Insights and Oversights of Great Thinkers: An Evaluation of Western Philosophy (1983)
- Omnipotence and other theological mistakes (1984)
- Wisdom as Moderation: A Philosophy of the Middle Way (1987)

## Nederlandstalige referenties
- Braeckmans, Luc, Charles Hartshorne: Metafysicus tussen Ervaring en Rationalisme, in Harry Berghs (red.), Een inleiding in het denken van R.G. Colingwoord, Ch. Hartshorne, M. Merleau-Ponty en J. Derrida, nr. 7 in de reeks Denkwijzen, Leuven, Acco, 1991, blz. 43-64
- Van der Veken, Jan (ed., vert.), God en Wereld. Basisteksten uit de proces-theologie, 's-Gravenhage, Meinema, 1989, 204 p. (met o.a. vier teksten van Hartshorne)
- Van der Veken, Jan, Proces-denken, een oriëntatie, Leuven, Centrum voor Metafysica en Wijsgerige Godsleer, H.I.W., 1983, 108 p.

## Engelstalige introducties op het internet
- Cobb, John B. Jr., Charles Hartshorne: A Biographical Essay
- Dombrowski, Dan, Charles Hartshorne, Stanford Encyclopedia of Philosophy

- Biblioteca Nacional de España: XX1114567
- Bibliothèque nationale de France: cb12036373j (data)
- CiNii: DA01573680
- Gemeinsame Normdatei: 118924923
- International Standard Name Identifier: 0000 0001 1025 503X
- Library of Congress Control Number: n50028359
- Bibliotheek van het Japanse parlement: 00468028
- Nationale Bibliotheek van Tsjechië: xx0017347
- Nationale Bibliotheek van Israël: 987007262296105171
- Nederlandse Thesaurus van Auteursnamen: 06836430X
- LIBRIS: 281000
- SNAC: w6wh3m7s
- Système universitaire de documentation: 027396150
- Trove: 852765
- Virtual International Authority File: 41856595
- WorldCat: E39PBJv8KprwjmGCFGjbVJjcT3